# Đồng Nọc Nạng
Đồng Nọc Nạng là tên một cánh đồng thuộc làng Phong Thạnh, quận Giá Rai (nay thuộc ấp 4, xã Phong Thạnh A, thị xã Giá Rai), tỉnh Bạc Liêu, Việt Nam.

## Khái quát chung
Đồng Nọc Nạng là cánh đồng này nằm trên đường Bạc Liêu – Cà Mau với con rạch Nọc Nạn. Cánh đồng là nơi diễn ra sự kiện đồng Nọc Nạn, là một vụ tranh chấp đất đai giữa điền chủ và chính quyền địa phương dẫn đến vụ đụng độ làm 17 người thiệt mạng vào năm 1928. Sự kiện này dẫn đến vụ án Nọc Nạn, trong đó tòa xử gia đình người nông dân thắng kiện. Vụ cánh đồng Nọc Nạn trở thành một điển tích về lịch sử khẩn hoang Nam Bộ, được lấy làm chủ đề cho các bộ phim, vở cải lương, kịch,...

## Kiến trúc
Di tích Nọc Nạn, được công nhận là di tích lịch sử cấp quốc gia của Việt Nam, hiện ở ấp 4, xã Phong Thạnh A, thị xã Giá Rai, tỉnh Bạc Liêu. Di tích gồm hai phần: sân phơi lúa và khu mộ ông bà Tám Luông (Hương chánh Luông), cách nhau khoảng 300 m. Sau khi song thân mất, anh em ông Biện Toại đắp một nền mộ rộng khoảng 700 m², cao 50 cm để an táng và xây nhà mồ. Sau sự kiện Nọc Nạn, những người thiệt mạng được chôn rải rác gần đó, đến năm 1963 được quy tập về khu mộ. Những người anh em ông Mười Chức mất sau này cũng được an táng tại đó.
Hiện nay, Bảo tàng Bạc Liêu còn lưu giữ ảnh những người đã bị giết trong vụ Nọc Nạn và những người tham gia cuộc đấu tranh của anh em Biện Toại. Ngoài ra còn có ảnh chân dung các luật sư biện hộ cho gia đình nạn nhân.
Di tích đồng Nọc Nạng với tổng diện tích quy hoạch và tôn tạo là 35.000 m², trong đó diện tích bảo vệ là 10.279 m².
Ngày 16 tháng 2 năm 2008, tỉnh Bạc Liêu khánh thành việc trùng tu, mở rộng khu di tích lịch sử cấp quốc gia Đồng Nọc Nạn tại thị trấn Giá Rai, huyện Giá Rai. Khu di tích này có diện tích hơn 3 ha, gồm các hạng mục khu mộ gia đình Mười Chức, nhà tưởng niệm, nhà trưng bày, cụm tượng tái hiện trận đánh giữa gia đình Mười Chức và bọn Tây cướp lúa,... với tổng đầu tư trên 8 tỉ đồng.
UBND tỉnh Bạc Liêu đã cho xây dựng khu di tích tại cánh đồng Nọc Nạn năm xưa.
Lễ hội dấu ấn Đồng Nọc Nạng (Lễ hội "Đồng Nọc Nạng") được tổ chức từ ngày 15 đến 17/2 âm lịch hàng năm, tại khu di tích lịch sử Nọc Nạng.
Ngày 29 tháng 6 năm 2022, UBND tỉnh Bạc Liêu ban hành Quyết định số 248/QĐ-UBND công nhận điểm du lịch đối với Di tích lịch sử Nọc Nạng.

## Văn hóa

### Trong các tác phẩm văn nghệ
Vụ án Nọc Nạn xuất hiện trong nhiều tác phẩm văn nghệ sau này
- Bài vè Nọc Nạn, được dân gian sáng tác sau vụ án không lâu
- Vở cải lương Máu thắm đồng Nọc Nạn của tác giả Phạm Ngọc Truyền
- Phim truyền hình 5 tập Đồng Nọc Nạn, đạo diễn Trần Vịnh, kịch bản Chu Lai, nhà sản xuất Đài truyền hình Bạc Liêu năm 2004[1]
- Bộ phim truyền hình nổi tiếng Đất phương Nam, do TFS sản xuất năm 1997, cũng có đề cập đến vụ án Nọc Nạn trong tập 09.

## Di tích cấp Quốc gia
Ngày 30 tháng 8 năm 1991, Bộ Văn hóa – Thông tin (nay là Bộ Văn hóa, Thể thao và Du lịch) đã xếp hạng nơi diễn ra sự kiện Nọc Nạng là di tích lịch sử – văn hóa cấp quốc gia.

## Liên kết
- http://baclieu-tpc.gov.vn/wce/open_gallery.aspx?ID=210&CateID=19&LangID=1%5B%5D
- http://www.vantuyen.net/index.php?view=story&subjectid=12538&chapter=12%5B%5D